# Aristida villosa
Aristida villosa är en gräsart som beskrevs av Benjamin Lincoln Robinson och Jesse More Greenman. Aristida villosa ingår i släktet Aristida och familjen gräs.
Artens utbredningsområde är Galápagosöarna. Inga underarter finns listade i Catalogue of Life.